# John Macintyre (Mediziner)

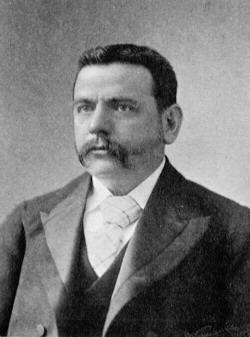
John Macintyre

John Macintyre (* 2. Oktober 1857 in Glasgow; † 29. Oktober 1928) war ein schottischer Mediziner. 1896 richtete Macintyre die weltweit erste Radiologieabteilung an der Glasgow Royal Infirmary (GRI) ein.

## Werdegang
Macintyre wurde als Sohn eines Schneiders in der High Street in vergleichsweise ärmliche Verhältnisse geboren. Seine Mutter war eine Verwandte des Afrikaforschers und Missionars David Livingstone. Ursprünglich wurde Macintyre als Elektriker ausgebildet und arbeitete als Lehrling, bevor er sich 1878 mit dem Erbe einer Tante an der University of Glasgow einschrieb. An der Universität wechselte er von der Technik zur Medizin und schloss 1882 mit einem Bachelor der Medizin und der Chirurgie mit Auszeichnung ab. Er nahm eine Tätigkeit als Schiffsarzt auf und verschiedene Tätigkeiten in London, Paris und Wien. Als er nach Glasgow zurückkehrte, nahm er eine Tätigkeit als HNO-Arzt am Anderson's College Dispensary auf. Später baute er eine Privatpraxis auf, in der er überwiegend Sänger und Schauspieler behandelte.
Als Teil seiner Aufgaben in der Behandlung von Kehlkopferkrankungen war Macintyre 1894/95 mit der Entwicklung eines selbst-beleuchteten Endoskops betraut. Aufgrund seiner elektrischen Vorkenntnisse und Interessen führte Macintyre seit 1887 die neu gegründete elektrische Abteilung des GRI.
Spät 1895 entdeckte Wilhelm Röntgen die Röntgenstrahlen. Röntgens Artikel zur Entdeckung wurde in kürzester Zeit übersetzt und in den Physikabteilungen der Universitäten bauten Physiker die Gerätschaften Röntgens nach. In Glasgow übernahm William Thomson, Lord Kelvin, diese Aufgabe sogar auf den persönlichen Wunsch seines Freundes Wilhelm Röntgen. Dieser wollte so seine Ergebnisse verifizieren. Natürlich waren die Voraussetzungen an der GRI ideal, weil die Klinik schon mit Elektrizität ausgestattet war. Zur Jahrhundertwende war das keine Selbstverständlichkeit.
Als Mediziner mit elektrotechnischen Vorkenntnissen war Macintyre die logische Wahl für eine Vorführung. Kelvin selbst war erkrankt und konnte an der Veranstaltung nicht teilnehmen. So ließ sich Kelvin durch seinen Neffen vertreten, James Thomson Bottomley. Die Veranstaltung fand am 5. Februar 1886 im GRI statt. Es war die erste praktische Anwendung von Röntgenstrahlen in Schottland, und es wurde ein voller Erfolg. Innerhalb der nächsten zwölf Monate würden alle größeren schottischen Krankenhäuser mit Röntgenapparaten ausgestattet sein. Dabei war nicht die Geschwindigkeit der Verbreitung überraschend, sondern rapide Verbesserung des Geräteparkts.
Macintyre fuhr mit seinen Experimenten fort, machte die ersten Aufnahmen von Nierensteinen und verschiedenen Weichteilorganen. Er produzierte die erste Thoraxaufnahme und informierte nach Rückfrage Röntgen, wie er dies erreicht hatte. Sein größter Triumph war 1897 die Aufzeichnung des weltweit ersten Röntgenfilms, in dem er die Bewegungen eines Froschbeins aufzeichnete. Im März 1896 begründete Macintyre die erste Radiologieabteilung der Welt in der GRI. Die Verbesserung der Geräte sorgte für immer neue Einsatzgebiete. Schnell setzte Macintyre die Aufnahmen für die Diagnose von Verletzungen und zur Behandlung von Kranken ein. Gleichzeitig nahm Macintyre die Hinweise auf Hautreaktionen auf Röntgenstrahlen ernst und konnte sich selbst und seine Mitarbeiter vor den Folgen der Strahlung schützen. Allein 1896 veröffentlichte Macintyre achtzehn wissenschaftliche Arbeiten zur Röntgenmedizin. 1902 zog Macintyre mit seiner Radiologie in speziell für den Zweck eingerichtete Räumlichkeiten.
Für seine grundlegende Arbeit wurde Macintyre mit Preisen und Ehrungen überschüttet.
1897 zog Macintyre nach London und gründete die Rontgen Society of London, das heutige British Institute of Radiology. Macintyre wurde der erste Präsident der neu gegründeten Gesellschaft. Macintyre wurde obendrein zum Präsidenten des westschottischen Zweigs der British Medical Association gewählt, war korrespondierendes Mitglied der amerikanischen und der französischen Gesellschaften für Laryngologie, Fellow der Royal Society of Edinburgh und der Royal Microscopical Society. 1920 ehrte die University of Glasgow Macintyre mit einem Ehrendoktor.
1982 heiratete Macintyre Agnes Jean Hardie. Macintyre verstarb am 29. Oktober 1928.

## Bibliografie

### Von Macintyre
- On Roentgen X-Rays, or the new photography; 1896
- The electrical pavilion, Glasgow Royal Infirmary; in Archives of the Roentgen Ray vol.7, 1902-3, pplOl-2.
- Practical Photography vol. 7, 1896, pp68-72.

### Über Macintyre
- John Macintyre, M.B., C.M., F.R.F.P.S., LL.D., F.R.S.E. 1857–1928; British Journal of Radiology, Volume 30, Issue 358, 1 October 1957, Page 523,(https://doi.org/10.1259/0007-1285-30-358-523-b) vom 28 January 2014